# Дельфін Бельгійська
Дельфін Мішель Анн Марі Гіслен Саксен-Кобург (фр. Delphine de Belgique) (нар. 22 лютого 1968, Уккел) — принцеса Бельгії та бельгійська художниця. Її роботи, головним чином, зроблені з пап'є-маше, присвячені особистим темам. Позашлюбна донька колишнього короля Бельгії Альберта II та баронеси Сибілли де Селі-Лонгшан, а також зведена сестра короля Бельгії Філіпа I. До 1 жовтня 2020 року носила ім'я Дельфін Мішель Анн Марі Гіслен Боель, або скорочено Дельфін Боель. У жовтні 2020 року її було законно визнано принцесою Бельгії із наданням титулу «Її Королівська Вельможність».

## Життєпис

### Походження та навчання
Дельфін — донька Альберта II, колишнього короля Бельгії, і баронеси Сибілли де Селі-Лонгшан. Її біологічний батько одружений з Паолою Руффо ді Калабріа з 1959 року, а мати була одружена з Жаком Боелем з 1962 по 1978 рік.. Дельфін з народження носила прізвище Боель. У 1982 році Сибілл де Селі-Лонгшан вийшла заміж за вдівця Майкла-Ентоні Ретмора Кайзера (1929—1990). Дельфін переїхала з матір'ю та вітчимом до Лондона, у маєток нового чоловіка матері
.
Дельфін навчалася у школі Коледж ле Розі у Ролі (Швейцарія). Однак вона кинула традиційне навчання і вирушила вивчати мистецтво до Школи мистецтв та дизайну в Челсі. Коли вона подорослішала, то переїхала до будинку в лондонському районі Ноттінг-Гілл. Уже у зрілому віці Дельфін почала створювати скульптури із пап'є-маше.

### Справа про встановлення батьківства
1997 року в пресі з'явилася інформація про те, що король Бельгії Альберт II є батьком Дельфін. У жовтні 1999 році в біографії про королеву Паолу, написану журналістом Маріо Даннельсом, і за кілька тижнів до весілля кронпринца Філіпа та Матильди д'Удекем д'Акоз, це повідомлення було повторено. За словами Дельфін та її матері, в останньої були романтичні стосунки протягом 1966—1982 років з тодішнім принцом Альбертом. Фізична схожість з колишнім королем Альбертом, а також з її зведеною сестрою принцесою Астрід Бельгійською, також вказувала на батьківство Альберта II. Королівська сім'я спочатку назвала це повідомлення «пліткою», але під час своєї різдвяної промови в 1999 році король Альберт II визнав існування у минулому позашлюбних стосунків.

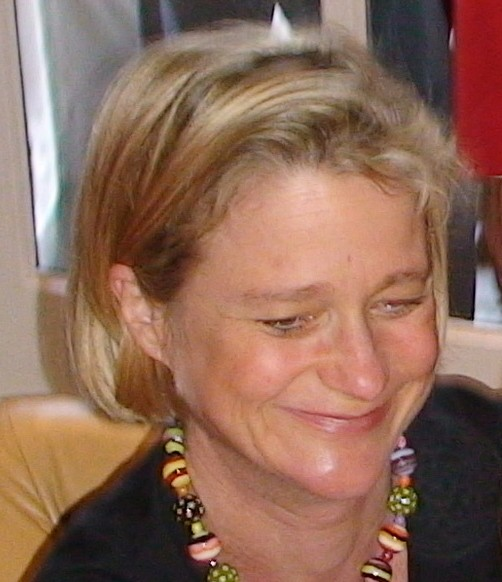
Дельфін Боель у 2008 році

Коли в 2003 році Дельфіна переїхала з Лондона до Брюсселя, вона почала з'являтися на сторінках ЗМІ, головним чином, з приводу виставок її робіт. Протягом п'яти років Дельфін відмовлялася від коментарів, але влітку 2004 розповіла, що король Альберт розірвав з нею всі контакти в 2001 році. З того часу Дельфін кілька разів повторювала це твердження, а влітку 2005 року Сібілла де Селі-Лонгшам вперше заговорила про «несправедливість», допущену до її доньки. Королівська родина не реагувала на ці заяви.
У червні 2013 року Дельфін розпочала судову справу проти короля Альберта II, принца Філіпа та принцеси Астрід, а також свого законного батька Жака Боеля. Вона хотіла довести за допомогою ДНК, що вона біологічна донька Альберта. На думку експертів у галузі права, судова справа проти короля була конституційно неможлива. Вона також розпочала судову справу проти двох його законних дітей, оскільки хотіла довести це за допомогою їхньої ДНК. Після того як Альберт передав престол своєму синові, в судовій справі проти Філіпа та Астрід більше не було необхідності, і позов проти них було скасовано 3 вересня 2013 року. Нова судова справа в 2017 році спочатку призвела до відмови в позові Дельфін через те, що Жак все ще визнавав свою доньку. Однак у рішенні від 25 жовтня 2018 року Апеляційний суд Брюсселя ухвалив зворотне рішення і на підставі тесту ДНК ухвалив, що Жак Боель не був її біологічним батьком. Альберт змушений був скласти тест на ДНК. Його адвокат заявив, що він звернеться за консультацією щодо можливої апеляції до Касаційного суду. Більшість із 6.200 опитаних бельгійців у 2013 році відповіли, що вважають, що настав час для визнання ..
У січні 2019 року Альберт розпочав касаційне провадження проти рішення Апеляційного суду Брюсселя, який зобов'язував його здати ДНК, і проти рішення про те, що Жак Боель не був законним батьком. За словами адвокатів Алберта, касаційне виробництво мало зупиняючий ефект: доти, доки не було ухвалено рішення, він міг відмовитися від тесту ДНК. Адвокати Дельфін також вимагали, щоб Альберт платив неустойку доти, доки він відмовляється здавати ДНК. 16 травня 2019 року Апеляційний суд ухвалив рішення про те, що Альберт повинен виплатити неустойку в розмірі 5 000 євро за кожен день, поки він не надав ДНК.
Альберт зрештою надав зразок ДНК 27 травня 2019 року. Проте результат був не оприлюднений, принаймні, доти, доки Касаційний суд не ухвалить рішення в рамках касаційного провадження. 13 грудня 2019 року Касаційний суд ухвалив рішення про відмову від касаційних проваджень. Таким чином, Жак Боель офіційно більше не був біологічним батьком, а потім узятий зразок ДНК був проаналізований. Результат показав, що Альберт справді є біологічним батьком Дельфін.
27 січня 2020 року Альберт через свого адвоката визнав, що він є біологічним батьком Дельфін Боель, і що він більше не буде юридично заперечувати своє батьківство. Як юридично визнана донька Альберта, Дельфін має право на частину його спадщини та династичний титул. Апеляційний суд Брюсселя 1 жовтня 2020 року вирішив, що на підставі Королівського рішення 2015 року про династичні титули для дітей та онуків Альберта II, не тільки Дельфін Боель може носити титул «принцеса Бельгії», а також її діти. Їй було надано прізвище Альберта, Саксен-Кобург. Хоча судові витрати на загальну суму 3,4 мільйона євро були присуджені їй до виплати, утім Дельфін не отримала королівського пожертвування.
15 жовтня 2020 року в спільному прес-релізі було оголошено, що король Філіп та Дельфін провели тригодинну зустріч 9 жовтня у Лакенському палаці. Наступного дня король Альберт II відреагував у прес-релізі, радіючи зустрічі та заявивши: «Ми з дружиною дуже раді цій ініціативі, яка є передвісником щасливіших днів для всіх і, зокрема, для Дельфін.» 25 жовтня цього ж року Дельфін була прийнята в палаці Бельведер Альбертом та Паолою. Після цього у спільному повідомленні було заявлено, що це «початок нової діяльності». 17 лютого 2021 року Дельфін вперше відвідала щорічне поминання за королівською родиною в церкві Діви Марії в Лакені. 21 липня 2021 року Дельфін та її партнер вперше були присутні на церемонії Національного свята Бельгії разом з королівською родиною.

## Мистецтво
Дельфін працювала як художниця в Лондоні до 2003 року, після чого вона переїхала до Брюсселя, щоб заснувати нову студію. Деякі скульптури Дельфін є автобіографічними та відкрито посилаються на батька та королівську родину. Вона часто використовувала для цього корони, трони та кольори бельгійського прапора. Вона виставляла свої роботи в Ікселі (2001), Коксейді (2004) та Сінт-Мартенс-Латемі (2008).
Скульптури
- Маннекен-Піс (нідерл. Manneken Pis) (1999)
- Престол Закоханих (англ . Lovers Throne) (1999)
- Королівське Священне Четвероноге Чудовисько (англ. The Royal Sacred Four Legged Monster) (2001)
- Королівський Свічник (англ . Royal Candlestick) (2001)
- Золотий Престол (англ . Golden Throne)

## Фільмографія
- «Дельфін: Моя історія» (2022).

## Особисте життя
З 1998 року Дельфін перебуває в романтичних стосунках з Джеймсом О'Гаром - американським бізнесменом з Техасу ірландського походження, з яким вона спільно проживає з 2000 року. У пари народилося двоє дітей:
- Її Королівська Вельможність Жозефіна О'Гара, принцеса Бельгії (нар.. 17 жовтня 2003 року)[38]. Принцеса Жозефіна відвідувала школу французької мови Notre-Dame des Champs School в Уккле, Брюссель[42]. У 2022 році вступила на курс вільних мистецтв і наук в неназваному університеті в Нідерландах[42]. Вона говорить французькою та англійською[42].
- Його Королівська Вельможність Оскар О'Гара, принц Бельгії (нар.. 28 квітня 2008 року)[38]. Принц Оскар відвідує школу Notre-Dame des Champs в Уккле, Брюссель[42][41][43].

## Публікації
- Boël, Delphine (8 квітня 2008 року). Couper le cordon (Перерізання пуповини), Брюссель, вид. Wever & Bergh, 2008. ISBN 9782507000684. (фр.)
- Boël, Delphine. De navelstreng doorknippen (Перерізання пуповини), Брюссель, вид. Wever & Bergh, 2008 (фр.)
- Boël, Delphine (17 лютого 2017 року). Never Give Up, Брюссель (Ніколи не здавайся, вид. Bord de L'Eau, 2017. ISBN 9782390150121. (фр.)